# Ophiuche pigralis
Ophiuche pigralis là một loài bướm đêm trong họ Erebidae.